# Bascanichthys
Bascanichthys – rodzaj ryb promieniopłetwych z podrodziny Ophichthinae w obrębie rodziny żmijakowatych (Ophichthidae).

## Rozmieszczenie geograficzne
Do rodzaju należą gatunki występujące w wodach Oceanu Atlantyckiego, Oceanu Indyjskiego i Oceanu Spokojnego.

## Morfologia
Długość ciała do 88 cm; brak danych dotyczących masy ciała.

## Systematyka
Rodzaj zdefiniowała w 1891 roku para amerykańskich ichtiologów David Starr Jordan i Bradley Moore Davis, w artykule poświęconym wstępnemu przeglądowi ryb „bezpłetwych” lub węgorzowatych zamieszkujących wody Ameryki i Europy, opublikowanym w raporcie komisarza United States Commission of Fish and Fisheries. Gatunkiem typowym jest (oryginalne oznaczenie) B. bascanium.

### Etymologia
Bascanichthys: rodzaj Bascanion Baird, 1853 (połozowate); ιχθυς ikhthus ‘ryba’.

### Podział systematyczny
Do rodzaju należą następujące gatunki:
- Bascanichthys bascanium (Jordan, 1884)
- Bascanichthys bascanoides Osburn & Nichols, 1916
- Bascanichthys ceciliae Blache & Cadenat, 1971
- Bascanichthys cylindricus Meek & Hildebrand, 1923
- Bascanichthys deraniyagalai Menon, 1961
- Bascanichthys fijiensis (Seale, 1935)
- Bascanichthys filaria (Günther, 1872)
- Bascanichthys gaira Moreno, Acero P. & Grijalba-Bendeck, 2016
- Bascanichthys inopinatus McCosker, Böhlke & Böhlke, 1989
- Bascanichthys kabeyawan Hibino & Ho, 2022
- Bascanichthys kirkii (Günther, 1870)
- Bascanichthys longipinnis (Kner & Steindachner, 1867)
- Bascanichthys myersi (Herre, 1932)
- Bascanichthys panamensis Meek & Hildebrand, 1923
- Bascanichthys paulensis Storey, 1939
- Bascanichthys pusillus Seale, 1917
- Bascanichthys ryukyuensis Hibino, Yamashita & Sakurai, 2022
- Bascanichthys scuticaris (Goode & Bean, 1880)
- Bascanichthys sibogae (Weber, 1913)